# Carmelo Vidalín
Carmelo José Vidalín Aguirre (Durazno, 17 de noviembre de 1955) es un profesor de filosofía, licenciado en relaciones laborales, periodista y político uruguayo perteneciente al Partido Nacional.

## Carrera política
Profesor de filosofía egresado del Instituto de Profesores Artigas IPA, inicia su actividad política apoyando el SI a la reforma constitucional de la dictadura en 1980. En 1985 es electo edil de la Junta Departamental de Durazno para el período 1985-1990, siendo reelecto para el periodo 1995-2000 (en este periodo presidió la Junta en 1996). Electo diputado por el partido Nacional en las elecciones de 1999, asumió la banca en febrero de 2000 pero pronto renunció para postularse a la Intendencia de Durazno, cargo que conquistó en las elecciones municipales de mayo de 2000. En 2005 fue reelecto para el cargo, que ejerció hasta su renuncia en julio de 2009, en que es sustituido por su suplente Benjamín Irazábal.
En las elecciones Nacionales del 2009 es electo nuevamente Diputado por el Partido Nacional, cargo que ejerce por el período 2010 - 2015.
En las elecciones Departamentales del 2015 es electo por tercera vez Intendente de Durazno, cargo que ejerce por el período 2015 - 2020. 
Entre otras actividades, se destaca la promoción desde el año 2003 del festival anual de música Pilsen Rock, que se realiza en el Parque de la Hispanidad de Durazno.

### Precandidatura presidencial
Su nombre comenzó a sonar como posible presidenciable por el Herrerismo en 2007, al igual que los de Luis Alberto Heber y Juan Chiruchi. Pero su propuesta de convocar a elecciones a padrón abierto para elegir al precandidato sectorial no prosperó. En consecuencia, se alejó del sector y siguió su carrera en el departamento natal. 
En las internas de 2009, Vidalín se alzó con la mayoría de la votación nacionalista en su departamento. En tanto en las elecciones presidenciales de octubre de 2014 fue postulado por su grupo a la reelección como diputado, cargo que alcanza tras una histórica votación que superó el 60% de los votos de su partido.
En 2015 Vidalín fue galardonado con el Premio Legión del Libro otorgado por la Cámara Uruguaya del Libro.
En 2019 es distinguido como  "Intendente Solidario e Incluyente de Latinoamérica 2019", en la categoría Mejor Programa de Iniciativas Públicas, para Incluir Socialmente a las poblaciones vulnerables", por  la Fundación para el Desarrollo de la Solidaridad y la Inclusión Social en Bogotá, Colombia.